# 甯君
甯君，秦末民变人物，名不详，东阳（今江苏省盱眙县东南东阳城）人。
前208年端月，甯君和秦嘉听说陈胜兵败，拥立景驹为楚王，在留县（今江苏省沛县东南）。刘邦前去，途中遇见张良，一同进见景驹，想请兵反攻丰邑（今江苏省丰县）。这时秦朝将领章邯屠相县（今安徽省淮北市西北），抵达砀县（今河南省永城县东北）。甯君、刘邦领兵西进，在萧县（今安徽省萧县西北）的西面与秦军交战，战败退回，聚兵在留县。二月，刘邦等攻打砀县，历时三日，攻克了砀县。三月，刘邦率军攻克下邑县（今安徽省砀山县），回击丰邑，仍未攻克。